# Saarijärvi och Pikku Saarijärvi
Saarijärvi och Pikku Saarijärvi är en sjö i Finland. Den ligger i kommunen Salla i landskapet Lappland, i den norra delen av landet, 700 km norr om huvudstaden Helsingfors. Saarijärvi och Pikku Saarijärvi ligger 237,7 meter över havet. Arean är 1,08 kvadratkilometer och strandlinjen är 14,63 kilometer lång. Sjön  ingår i Kemi älvs huvudavrinningsområde.   I sjön finns öarna Ruumissaari (0,3 hektar) och Uuttusaari (0,4 hektar).